# Ambrogio Cavalli
Ambrogio Cavalli conosciuto anche come Ambrogio da Milano (Milano, 1500 circa – Roma, 15 giugno 1556) è stato un teologo italiano.
Frate agostiniano convertito al protestantesimo, fu bruciato come eretico dall'Inquisizione romana.

## Biografia
Gerolamo Cavalli, nato a Milano intorno al 1500 ed entrato nell'Ordine degli eremitani di sant'Agostino con il nome di Ambrogio, verso il 1520 cominciò a seguire i corsi di teologia nello Studio degli agostiniani di Padova laureandosi nel 1525. Ottenuta la nomina di professore di teologia, nel 1528 divenne rettore dello Studio bolognese di San Giacomo Maggiore. Qui, con Ortensio Lando e Giulio Della Rovere, fu profondamente influenzato dal pensiero di Erasmo da Rotterdam e convinto della necessità di una riforma delle istituzioni della Chiesa e della sua teologia.
Nel 1537 era a Milano, dove fu denunciato per presunte affermazioni eretiche pronunciate durante le sue prediche e bandito dalla città. Il Cavalli ricorse a Roma, a al maestro del Sacro Palazzo, il domenicano Tommaso Badia, negò di aver mai sostenuto opinioni non ortodosse, venendo riabilitato il 21 novembre da un breve di Paolo III. Nel 1538 poté così essere nominato priore del convento milanese di San Marco, che tuttavia lasciò nel 1540 insieme con Giulio Della Rovere in polemica con il generale agostiniano Gerolamo Seripando, deciso avversario di certe «sospette novità» che andavano diffondendosi soprattutto tra gli eremitani.
Conosciuto a Venezia Andrea Zantani, vescovo di Limassol, a Cipro, ne divenne vicario. Le sue prediche tenute a Nicosia durante la quaresima del 1544 gli procurano sospetti di eresia. Tornato a Venezia, Cavalli fu arrestato nel gennaio del 1545 per ordine del nunzio pontificio Giovanni Della Casa e processato. Riconosciuto colpevole di negare il libero arbitrio, l'esistenza del purgatorio, il valore della confessione, la gerarchia ecclesiastica, il culto dei santi, le indulgenze, e di sostenere la giustificazione per sola fede, il 31 marzo 1545 fu costretto ad abiurare le proprie convinzioni, riguadagnando in compenso la propria libertà.
Abbandonato l'abito ecclesiastico, nel 1547 Ambrogio Cavalli si stabilì a Ferrara, ospite di Renata di Francia, moglie di Ercole d'Este e nota calvinista, la quale aveva raccolto intorno a sé un gruppo di riformati italiani e francesi. Quando il duca Ercole, temendo per il proprio ducato, nel marzo del 1554 decise di disperdere quel pericoloso circolo, Cavalli si rifugiò a Ginevra, da dove nel 1555 Calvino lo inviò in missione ancora a Ferrara. Qui fu subito riconosciuto, arrestato e consegnato all'Inquisizione romana.
In quanto relapso, la sua sorte era segnata: rifiutò comunque una seconda abiura e il 15 giugno 1556 fu impiccato e il cadavere bruciato in Campo dei Fiori.